# Hard Rock Hotel and Casino
«Хард Рок» (англ. Hard Rock Hotel and Casino) — развлекательный гостинично-игорный комплекс в Парадайз, Лас-Вегас, штат Невада, США. Комплекс открыт в 1995 году Питером Мортоном, соучредителем франшизной сети кофеен Hard Rock Cafe. В данный момент он принадлежит и управляется компанией Brookfield Asset Management и Warner Gaming, LLC.
Комплекс состоит из: отеля, казино площадью 2800 м², пляжа и бассейна, ночного клуба, ресторанов, залов для коктейля, магазинов, салона красоты, покер-рума, и клуба «Джойнт». Доходы от игорного бизнеса составляют около 30 % от общего дохода, возможно, это самый низкий процент из любых крупных комплексов в районе Лас-Вегаса.

## История
Хард Рок Отель & Казино был построен в 1995 году Питером Мортоном, одним из основателей Hard Rock Cafe. В 1999 и 2007 годах комплекс был расширен.
27 июня 2002 года в гостинице «Хард Рок» от передозировки кокаина скончался бас-гитарист группы «The Who» Джон Энтвистл.
11 мая 2006 года развлекательный комплекс был продан группе «Морганс-Отель» (англ. Morgans Hotel Group) за 770 миллионов долларов. Как часть сделки, MXG оставляет за собой право на использование названия Hard Rock для гостиниц и казино в западной части Соединённых Штатов и некоторых других территорий, а также 9,3 га земли.

## Развлечения
Для развлечений на любой вкус в комплексе есть:
- Гостиница — 11-этажная башня с 670 номерами.
- Казино — казино площадью 2 800 м², включающее: настольные игры, блек-джек, рулетку и покер, игровые автоматы.
- Конференц-зал — более 5 600 м² помещений для заседаний и дополнительные 12 600 м² пространства для других событий.
- Рестораны:
  - 35 Steak and Martinis
  - LTO
  - Mr. Lucky’s
  - Pink Taco
  - Blitzed
  - Johnny Smalls
  - Nobu
- Магазины и бутики
  - Love Jones
  - Парикмахерская
  - Reliquar

### Музыкальный клуб The Joint
The Joint — концертный зал/клуб на 4000 мест, в котором выступают как современные, так и классические рок-группы. В The Joint выступали Rolling Stones, Aerosmith, The Black Crowes, Дэвид Боуи, Coldplay, Кенни Чесни, Foo Fighters, Alicia Keys, Nine Inch Nails, The Killers и Guns N' Roses.
Ожидалось, что группа «The Who» проведёт концерт на первом этапе своего американского турне 2002 года. Тем не менее, смерть бас-гитарист Джона Энтвистла 27 июня заставило группу перенести шоу на несколько месяцев. Многие поклонники до сих пор платят дань памяти Энтвистлу, посещая отель.
В The Joint также проходят спортивные мероприятия, например, WEC 42: Torres vs. Bowles (соревнование бойцов смешанного стиля) прошло 9 августа 2009 года.

## Hard Rock Hotel and Casino в СМИ и популярной культуре
В 2011 году в гостинице был снят клип на песню «Got 2 Luv U» американского певца Шона Пола совместно с Алексис Джордан.